# Andrea Minguzzi
Andrea Minguzzi (1. února 1982) je bývalý italský zápasník — klasik, olympijský vítěz z roku 2008.

## Sportovní kariéra
Zápasení se věnoval od 8 let v Mordanu u Imoly pod vedením svého otce Massima. Od 12 let dojížděl na tréninky do nedaleké Faenzy do populárního zápasnického klubu CISA, kde se připravoval pod vedením olympijských medailistů v zápasu řecko-římském Vincenza Maenzy a Gian-Mattea Ranziho. V italské mužské reprezentaci klasiků vedené arménským specialistou Robertem Asrjanem se objevoval od roku 2001 ve váze do 84 kg. V únoru 2004 při druhé fázi olympijské kvalifikace v srbském Novem Sadu obsadil konečné třetí místo a kvalifikoval se na olympijské hry v Athénách. Do Athén však nevyladil formu. Oba zápasy ve skupině prohrál před časovým limitem a skončil hluboko v poli poražených.
Od roku 2005 se připravoval v Římě ve vrcholovém sportovním středisku státní policie Fiamme Oro pod trenérskou dvojicí Massaro, Papacci. V reprezentaci začal více spolupracovat s Giuseppe Giuntou. V roce 2008 se třetím místem (finalisté Avluca a Chasaija se již dříve kvalifikovali) na mistrovství Evropy v Tampere kvalifikoval na olympijské hry v Pekingu. V Pekingu se postaral o jedno z největších překvapení zápasnických soutěží. Ve čtvrtfinále vyřadil úřadujícího mistra světa Alexeje Mišina ve třech setech v poměru 2-1 a v semifinále nastoupil proti naturalizovanému Švédu Aru Abra'amjanovi. S Abra'amjanem měl negativní zápasovou bilanci. Na mistrovství světa Baku v roce 2007 s ním prohrál dokonce na lopatky. V Pekingu však chytře zvolenou pasivní taktikou, do které zapojil i chudáka rozhodčího, dostal Abra'amjana do psychické nepohody, která vedla k těsnému vítězství v poměru 2:0 na sety – zápas měl později dohru u sportovní arbitráže, výsledkem čehož byla změna pravidel ohledně okamžitých řešení protestů s nepřesnými verdikty rozhodčího. Ve finále proti němu nastoupil Maďar Zoltán Fodor. Od úvodu pasivní finále prohrál v úvodním setu těsně na pomocná kritéria. Ve druhém setu se mu podařilo na pomocná kritéria těsně zvítězit. Třetí set měl podobný začátek jako předchozí dva sety. Za pasivitu ho poslal rozhodčí po minutě do parteru, ve kterém se soupeři ubránil a dostal vedoucí bod. Půl minuty před koncem přišel za minimálního bodového rozdílu nařízený parter, ve kterém útočil a musel bodovat. Vypjatou situaci zvládl, Fodora zvednul a hodem za 3 technické body vyhrál třetí set. V poměrech setů 2-1 získal senzační zlatou olympijskou medaili.
Od roku 2009 se zápasení na vrcholové úrovni nevěnoval. V roce 2011 se připravil na olympijskou kvalifikaci, ale na olympijské hry v Londýně v roce 2012 se nekvalifikoval. Sportovní kariéru ukončil na klubové úrovni v roce 2017.

### Výsledky
| Turnaj             | 1999 | 2000 | 2001 | 2002 | 2003 | 2004 | 2005 | 2006 | 2007 | 2008 | 2009 | 2010 | 2011 | 2012 |
| Turnaj             | 17   | 18   | 19   | 20   | 21   | 22   | 23   | 24   | 25   | 26   | 27   | 28   | 29   | 30   |
| Turnaj             | -69  | -85  | -76  | -84  | -84  | -84  | -84  | -84  | -84  | -84  | -84  | -84  | -84  | -84  |
| ------------------ | ---- | ---- | ---- | ---- | ---- | ---- | ---- | ---- | ---- | ---- | ---- | ---- | ---- | ---- |
| Olympijské hry     |      | —    |      |      |      | úč.  |      |      |      | 1.   |      |      |      | —    |
| Mistrovství světa  | —    |      | úč.  | úč.  | úč.  |      | —    | úč.  | úč.  |      | —    | —    | 8.   |      |
| Mistrovství Evropy | —    | —    | —    | úč.  | úč.  | úč.  | —    | úč.  | 3.   | 3.   | —    | —    | —    | úč.  |
| MS juniorů         | —    | úč.  | 6.   |      |      |      |      |      |      |      |      |      |      |      |
| ME juniorů         | —    | úč.  |      | úč.  |      |      |      |      |      |      |      |      |      |      |
| MS dorostenců      | 4.   |      |      |      |      |      |      |      |      |      |      |      |      |      |
| ME dorostenců      | —    |      |      |      |      |      |      |      |      |      |      |      |      |      |

### Olympijské hry a mistrovství světa
| Olympijské hry a mistrovství světa                | Olympijské hry a mistrovství světa                | Olympijské hry a mistrovství světa                | Olympijské hry a mistrovství světa                | Olympijské hry a mistrovství světa                | Olympijské hry a mistrovství světa                | Olympijské hry a mistrovství světa                | Olympijské hry a mistrovství světa                | Olympijské hry a mistrovství světa                | Olympijské hry a mistrovství světa                | Olympijské hry a mistrovství světa                |
| Kolo                                              | Výsledek                                          | Bilance                                           | Soupeř                                            | Výsledek                                          | KB                                                | ∑KB                                               | Styl                                              | Datum                                             | Turnaj                                            | Místo                                             |
| 2011 Mistrovství světa do 84 kg v klasickém stylu | 2011 Mistrovství světa do 84 kg v klasickém stylu | 2011 Mistrovství světa do 84 kg v klasickém stylu | 2011 Mistrovství světa do 84 kg v klasickém stylu | 2011 Mistrovství světa do 84 kg v klasickém stylu | 2011 Mistrovství světa do 84 kg v klasickém stylu | 2011 Mistrovství světa do 84 kg v klasickém stylu | 2011 Mistrovství světa do 84 kg v klasickém stylu | 2011 Mistrovství světa do 84 kg v klasickém stylu | 2011 Mistrovství světa do 84 kg v klasickém stylu | 2011 Mistrovství světa do 84 kg v klasickém stylu |
| ------------------------------------------------- | ------------------------------------------------- | ------------------------------------------------- | ------------------------------------------------- | ------------------------------------------------- | ------------------------------------------------- | ------------------------------------------------- | ------------------------------------------------- | ------------------------------------------------- | ------------------------------------------------- | ------------------------------------------------- |
| čtvrtfinále                                       | prohra                                            | 10-9                                              | Rami Hietaniemi (FIN)                             | 0-2 (0:1, 0:2)                                    | 0                                                 | 9                                                 | Zápas řecko-římský                                | 14. září 2011                                     | Mistrovství světa                                 | Istanbul, Turecko                                 |
| 1/16                                              | vítězství                                         | 10-8                                              | Marián Mihálik (SVK)                              | 2-0 (1*:1, 2:0)                                   | 3                                                 | 9                                                 | Zápas řecko-římský                                | 14. září 2011                                     | Mistrovství světa                                 | Istanbul, Turecko                                 |
| 1/32                                              | vítězství                                         | 9-8                                               | Tuan Ning (CHN)                                   | 2-0 (1:0, 1:0)                                    | 3                                                 | 6                                                 | Zápas řecko-římský                                | 14. září 2011                                     | Mistrovství světa                                 | Istanbul, Turecko                                 |
| 1/64                                              | vítězství                                         | 8-8                                               | Jan Fischer (GER)                                 | 2-1 (0:1, 1*:1, 1:0)                              | 3                                                 | 3                                                 | Zápas řecko-římský                                | 14. září 2011                                     | Mistrovství světa                                 | Istanbul, Turecko                                 |
| 2008 Olympijské hry do 84 kg v klasickém stylu    |                                                   |                                                   |                                                   |                                                   |                                                   |                                                   |                                                   |                                                   |                                                   |                                                   |
| finále                                            | vítězství                                         | 7-8                                               | Zoltán Fodor (HUN)                                | 2-1 (1:1*, 1*:1, 4:0)                             | 3                                                 | 12                                                | Zápas řecko-římský                                | 14. srpen 2008                                    | Olympijské hry                                    | Peking, Čína                                      |
| semifinále                                        | vítězství                                         | 6-8                                               | Ara Abra'amjan (SWE)                              | 2-0 (1*:1, 2:1)                                   | 3                                                 | 9                                                 | Zápas řecko-římský                                | 14. srpen 2008                                    | Olympijské hry                                    | Peking, Čína                                      |
| čtvrtfinále                                       | vítězství                                         | 5-8                                               | Alexej Mišin (RUS)                                | 2-1 (1*:1, 0:3, 2:1)                              | 3                                                 | 6                                                 | Zápas řecko-římský                                | 14. srpen 2008                                    | Olympijské hry                                    | Peking, Čína                                      |
| 1/16                                              | vítězství                                         | 4-8                                               | Mélonin Noumonvi (FRA)                            | 2-0 (1*:1, 1*:1)                                  | 3                                                 | 3                                                 | Zápas řecko-římský                                | 14. srpen 2008                                    | Olympijské hry                                    | Peking, Čína                                      |
| 2007 Mistrovství světa do 84 kg v klasickém stylu |                                                   |                                                   |                                                   |                                                   |                                                   |                                                   |                                                   |                                                   |                                                   |                                                   |
| 1/64                                              | prohra                                            | 3-8                                               | Ara Abra'amjan (SWE)                              | lopatky (2:10)                                    | 0                                                 | 15                                                | Zápas řecko-římský                                | 18. září 2007                                     | Mistrovství světa                                 | Baku, Ázerbájdžán                                 |
| 2006 Mistrovství světa do 84 kg v klasickém stylu |                                                   |                                                   |                                                   |                                                   |                                                   |                                                   |                                                   |                                                   |                                                   |                                                   |
| 1/32                                              | prohra                                            | 3-7                                               | Ara Abra'amjan (SWE)                              | 0-2 (0:6, 1:4)                                    | 1                                                 | 4                                                 | Zápas řecko-římský                                | 26. září 2006                                     | Mistrovství světa                                 | Kanton, Čína                                      |
| 1/64                                              | vítězství                                         | 3-6                                               | Pedro García (ESP)                                | 2-0 (2:1, 4:1)                                    | 3                                                 | 3                                                 | Zápas řecko-římský                                | 26. září 2006                                     | Mistrovství světa                                 | Kanton, Čína                                      |
| 2004 Olympijské hry do 84 kg v klasickém stylu    |                                                   |                                                   |                                                   |                                                   |                                                   |                                                   |                                                   |                                                   |                                                   |                                                   |
| 1. skupina                                        | prohra                                            | 2-6                                               | Vjačeslav Makarenko (BLR)                         | lopatky (1:33)                                    | 0                                                 | 0                                                 | Zápas řecko-římský                                | 24.-25. srpen 2004                                | Olympijské hry                                    | Athény, Řecko                                     |
| 1. skupina                                        | prohra                                            | 2-5                                               | Levon Gegamjan (ARM)                              | tech. přev. (0:11)                                | 0                                                 | 0                                                 | Zápas řecko-římský                                | 24.-25. srpen 2004                                | Olympijské hry                                    | Athény, Řecko                                     |
| 2003 Mistrovství světa do 84 kg v klasickém stylu |                                                   |                                                   |                                                   |                                                   |                                                   |                                                   |                                                   |                                                   |                                                   |                                                   |
| 3. skupina                                        | vítězství                                         | 2-4                                               | Tuomo Mäntylä (FIN)                               | tech. body (6:2)                                  | 3                                                 | 3                                                 | Zápas řecko-římský                                | 3.-5. říjen 2003                                  | Mistrovství světa                                 | Créteil, Francie                                  |
| 3. skupina                                        | prohra                                            | 1-4                                               | Oleg Manea (MDA)                                  | tech. přev. (0:10)                                | 0                                                 | 0                                                 | Zápas řecko-římský                                | 3.-5. říjen 2003                                  | Mistrovství světa                                 | Créteil, Francie                                  |
| 2002 Mistrovství světa do 84 kg v klasickém stylu |                                                   |                                                   |                                                   |                                                   |                                                   |                                                   |                                                   |                                                   |                                                   |                                                   |
| 3. skupina                                        | prohra                                            | 1-3                                               | Brad Vering (USA)                                 | tech. přev. (0:10)                                | 0                                                 | 0                                                 | Zápas řecko-římský                                | 21.-22. září 2002                                 | Mistrovství světa                                 | Moskva, Rusko                                     |
| 3. skupina                                        | prohra                                            | 1-2                                               | Tarvi Thomberg (EST)                              | tech. body (0:7)                                  | 0                                                 | 0                                                 | Zápas řecko-římský                                | 21.-22. září 2002                                 | Mistrovství světa                                 | Moskva, Rusko                                     |
| 2001 Mistrovství světa do 76 kg v klasickém stylu |                                                   |                                                   |                                                   |                                                   |                                                   |                                                   |                                                   |                                                   |                                                   |                                                   |
| 6. skupina                                        | vítězství                                         | 1-1                                               | Sarrádž Mal (IND)                                 | tech. přev. (13:0)                                | 4                                                 | 4                                                 | Zápas řecko-římský                                | 6.-8. prosinec 2001                               | Mistrovství světa                                 | Patra, Řecko                                      |
| 6. skupina                                        | prohra                                            | 0-1                                               | Keith Sieracki (USA)                              | tech. body (0:4)                                  | 0                                                 | 0                                                 | Zápas řecko-římský                                | 6.-8. prosinec 2001                               | Mistrovství světa                                 | Patra, Řecko                                      |